# 李 (紐約州)
李是一個位於美國紐約州奧奈達縣的鎮。

## 人口
根據2020年美國人口普查的數據，李的面積為117.84平方千米，當中陸地面積為116.69平方千米，而水域面積為1.15平方千米。當地共有人口6171人，而人口密度為每平方千米52人。